# Бурхард фон Шванден
Бурхард фон Шванден (нім. Burchard von Schwanden) — 12-й великий магістр Тевтонського ордена з 1283 по 1290 рік.

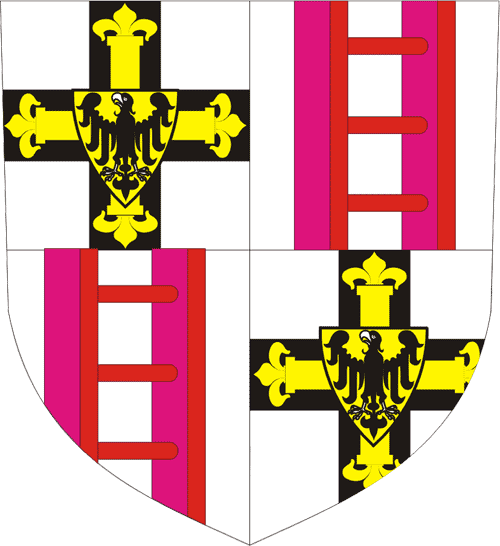
Герб великого магістра Бурхарда фон Швандена

Походив із заможної міщанської родини з Берну. Вступив до ордену не пізніше 1270 року. У 1275 році став комтуром замку Кеніц (нім. Köniz), у 1277 році  комтуром Тюрингії та Саксонії. У 1282 році в Акрі обраний Великим магістром ордену.
У 1287 році литовці завдали поразки ордену у битві під Ригою, де загинув прусський магістр ордену. Щоб виправити становище, Бурхард фон Шванден зібрав велике військо у Швабії та Франконії та на його чолі прибув у 1287 році у Пруссію. Здійснив новий адміністративний поділ Пруссії та Лівонії. Новопризначений ландмейстер Майнхард фон Кверфурт заснував замок Рагніт, що став опорою хрестоносців при захопленні Жемайтії.
Під час правління Бурхарда фон Швандена становище християн в Палестині стало критичним. Мамлюки завоювали багато замків та міст хрестоносців. У 1289 році вони знищили графство Триполі.
Після захоплення Акри у 1291 році Бурхард фон Шванден залишає керівництво орденом, іде до своїх родичів у Швейцарію та долучається до Ордену Іоаннітів.
Дата смерті точно не встановлена. Імовірні дати — 1304, 1309 або 1310 роки.